# Cà kheo

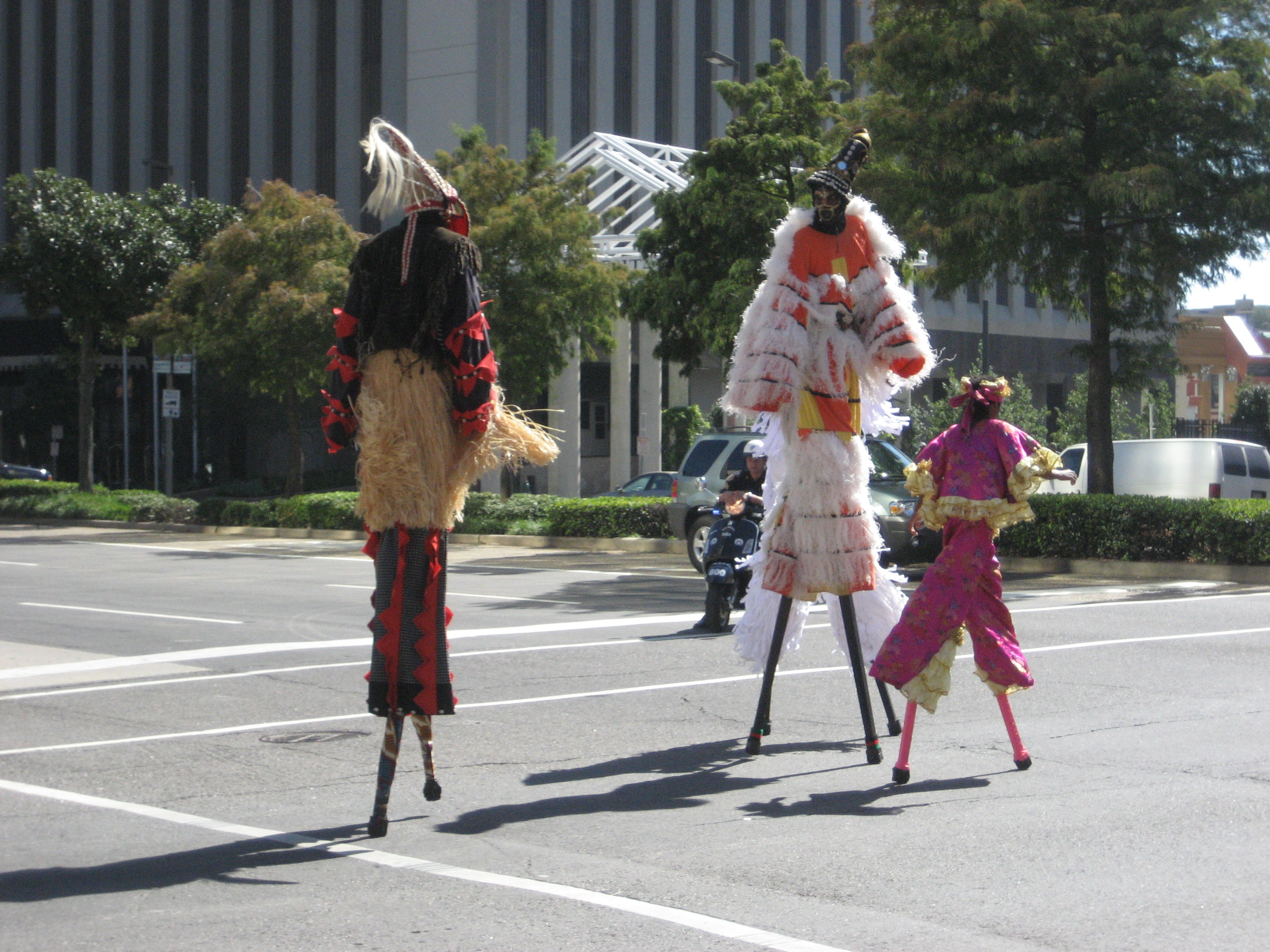
Các nghệ sĩ cà kheo ở New Orleans

Cà kheo là một trò chơi dân gian nhưng có thể gặp ở nhiều nơi, nhiều dân tộc trên thế giới.

## Mô tả
Người ta dùng 2 cây tre, trên đó cột hai cái khấc cũng bằng tre làm bàn đạp để đứng lên đó đi thay chân. Để đi được trên cà kheo, đòi hỏi người sử dụng phải có một sự khéo léo nhất định. Ngày nay cà kheo thường được sử dụng như một môn thi trong những ngày lễ hội.

## Hình ảnh

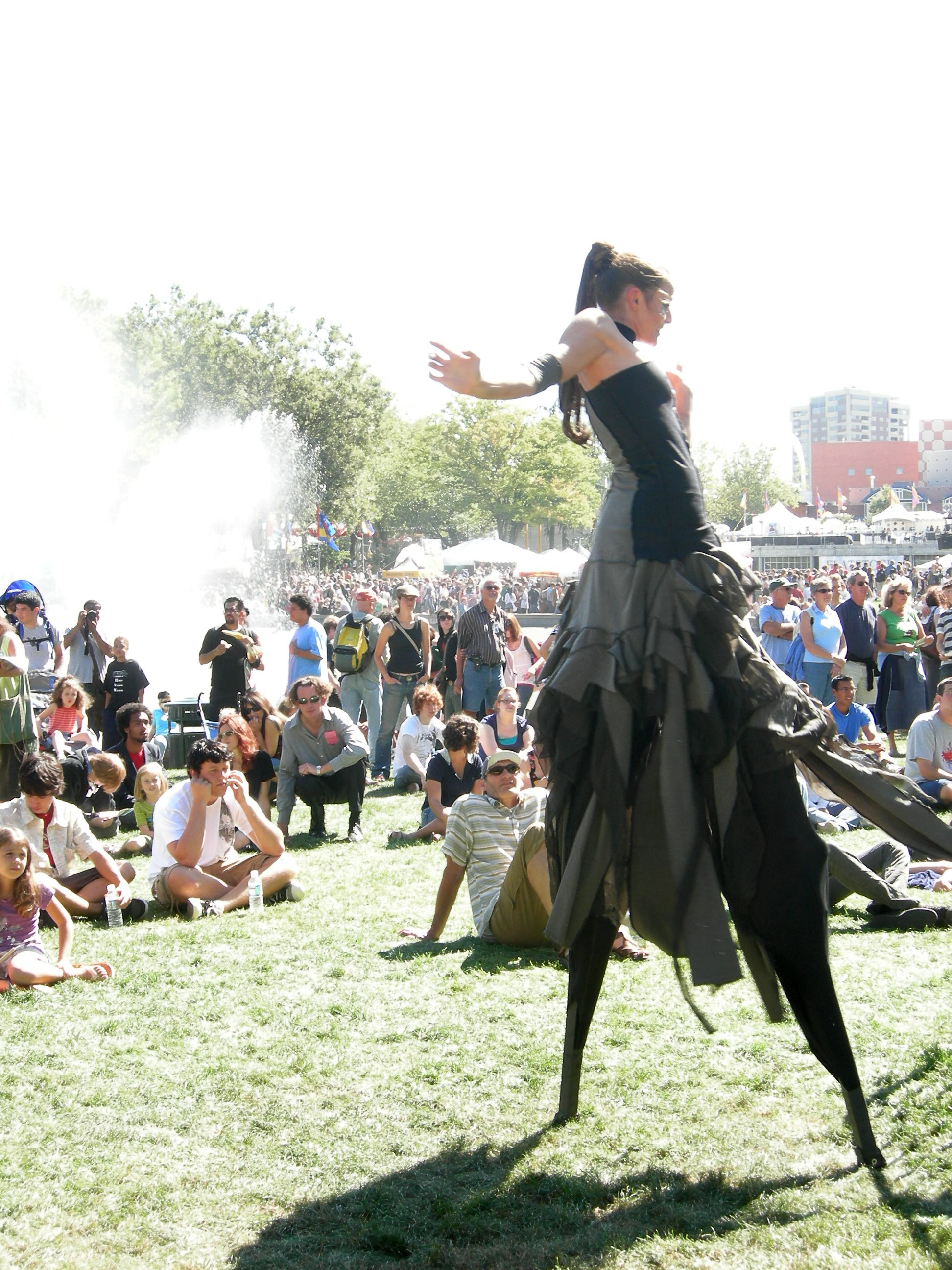
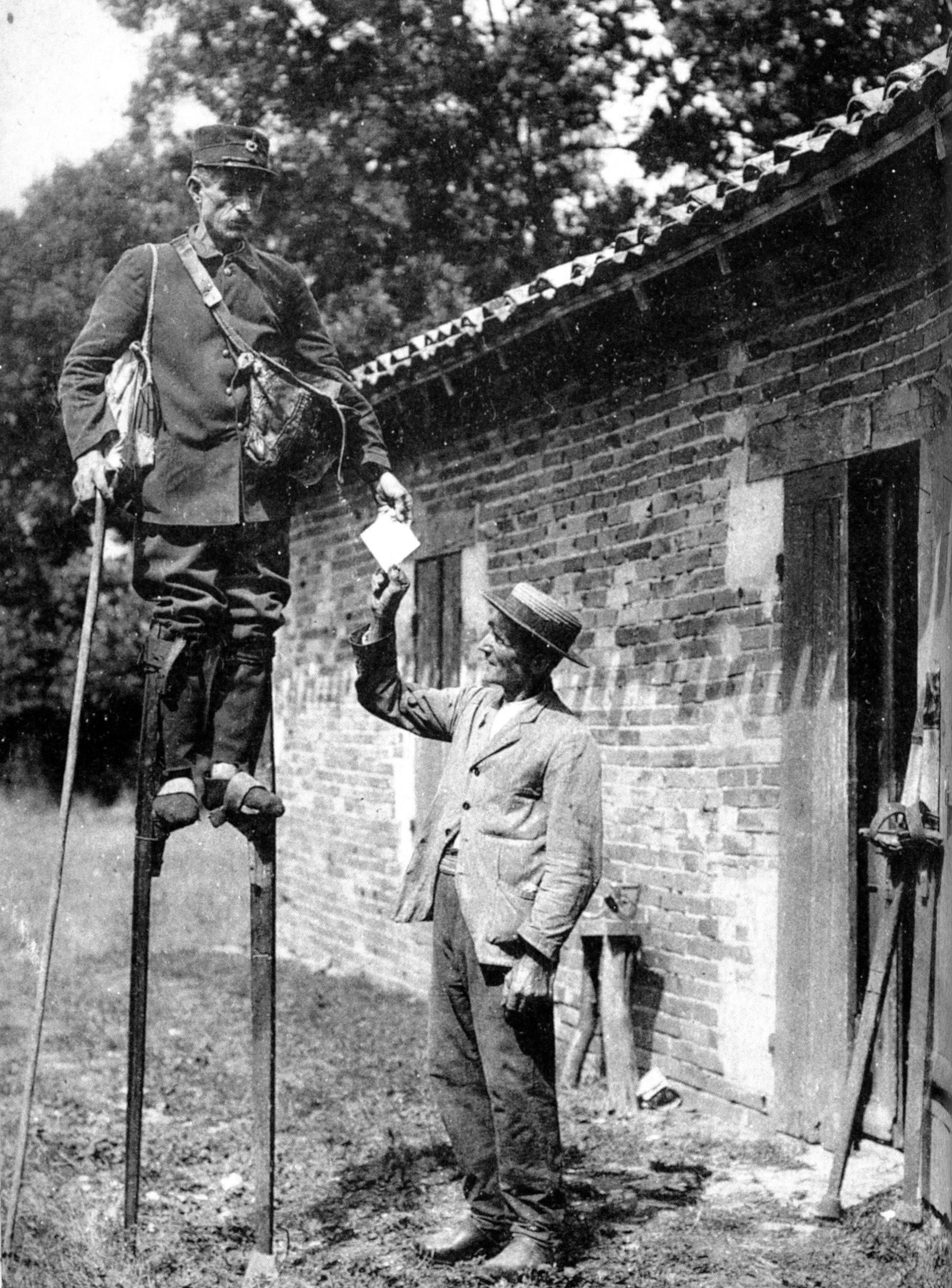
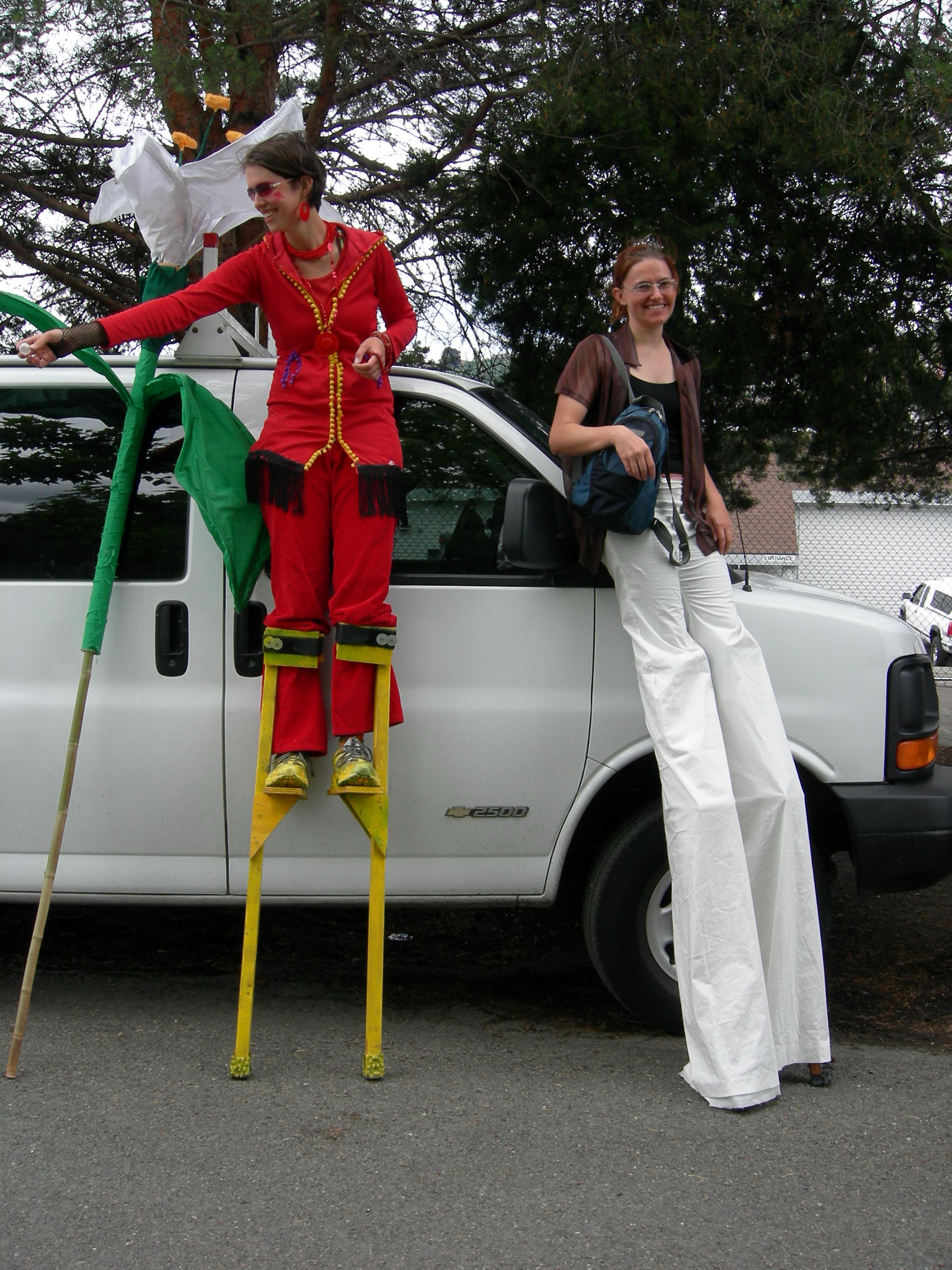